# Vallerano
Vallerano település Olaszországban, Viterbo megyében. Lakosainak száma 2403 fő (2023. január 1.). Vallerano Canepina, Caprarola, Carbognano, Fabrica di Roma, Soriano nel Cimino és Vignanello községekkel határos.

## Népesség
A település népessége az elmúlt években az alábbi módon változott:
| Lakosok száma | 2590 | 2590 | 2403 |
|               | 2017 | 2018 | 2023 |